# КМ (трамвайний вагон)

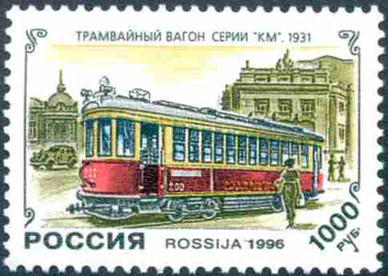
Марка з трамвайним вагоном КМ

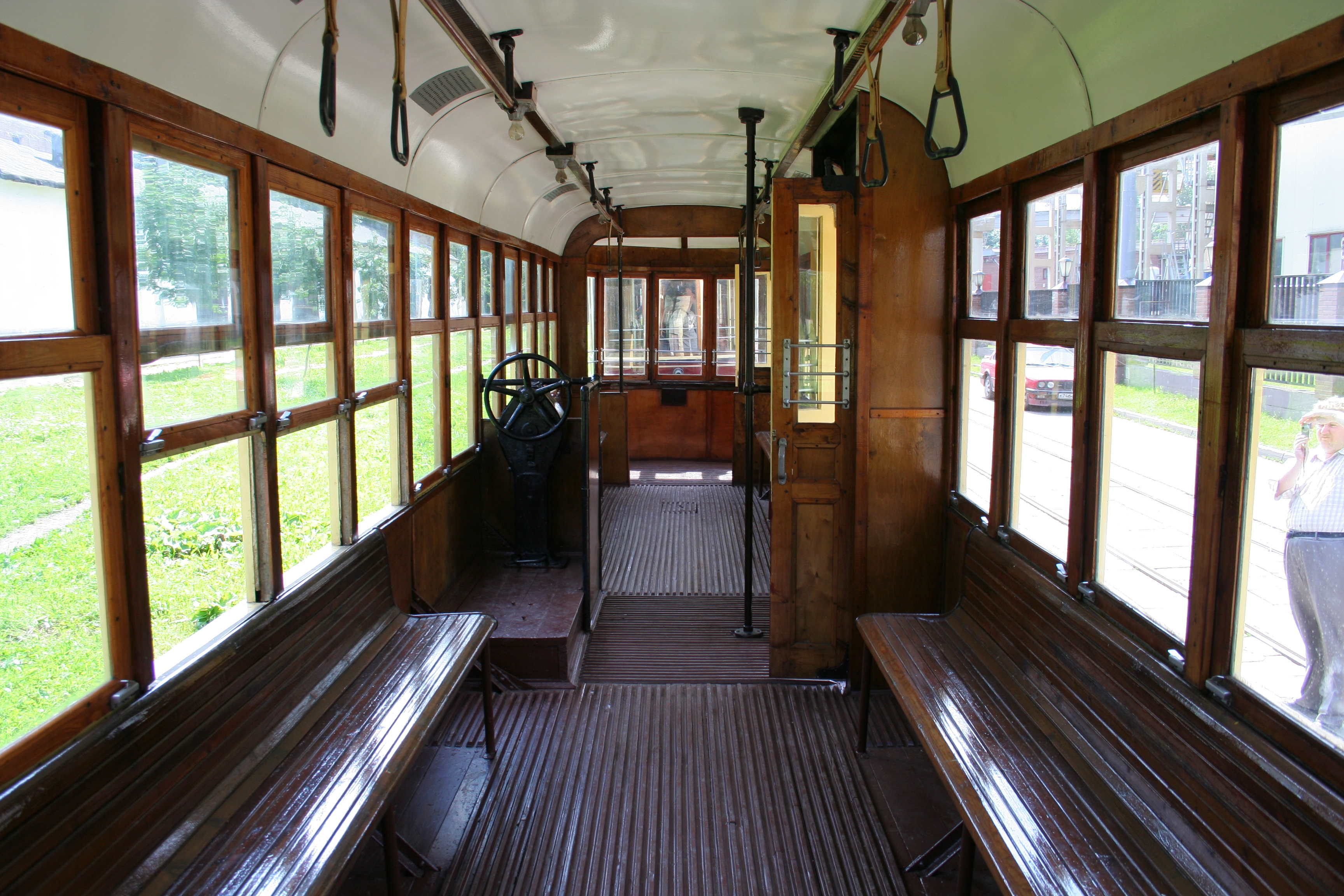
Інтер'єр трамвайного вагону КМ

КМ — серія радянських чотириосних моторних двосторонніх високопідлогових трамвайних вагонів, що випускалися серійно Коломенським паровозобудівним заводом і заводом Червоне Сормово в 1926— 1939 роках. Перша велика серія вагонів цього типу була побудована заводом в Коломні і тому отримала позначення КМ (Колом'янський машинобудівний). Вагони серії КМ випускалися тільки для колії 1524 мм.
Зазвичай моторний вагон серії КМ працював із причіпними вагонами серії С, М чи БФ. Спеціальний безмоторний причіпний вагон КП використовувався з ним рідко.
Основою конструкції була хребтова балка, яка через поперечні балки спиралася на візки, на неї встановлювалися тягові прилади, підвагонне обладнання та зверху — дерев'яний кузов.
Спочатку робоче місце вагоновожатого не було відгороджене від салону і не мало сидіння. Він працював, стоячи просто серед пасажирів. Опалення не було. Сидіння вагона були жорсткі, дерев'яні. Висвітлення салону здійснювалося лампами розжарювання без плафонів. Двері відкривалися вручну пасажирами. Двері розташовувалися як з лівого, так і з правого боку по ходу руху, оскільки вагон був спочатку призначений для руху в протилежний бік без розвороту і обладнаний двома постами вагоновожатого. Згодом ряд вагонів серії КМ було переобладнано в односторонній з установкою візків 2ДСБ від вагона типу МТВ-82 і демонтажем одного з постів вагоновожатого.
З початком виробництва чотиривісних трамвайних вагонів нового покоління МТВ-82 почалася поступова заміна трамваїв типу КМ. Останні трамвайні вагони КМ у Москві були зняті з пасажирської експлуатації 20 лютого 1974 року.
До наших днів збереглося два вагони серії КМ — по одному в Москві та Нижньому Новгороді.

## Світлини

### Зображення

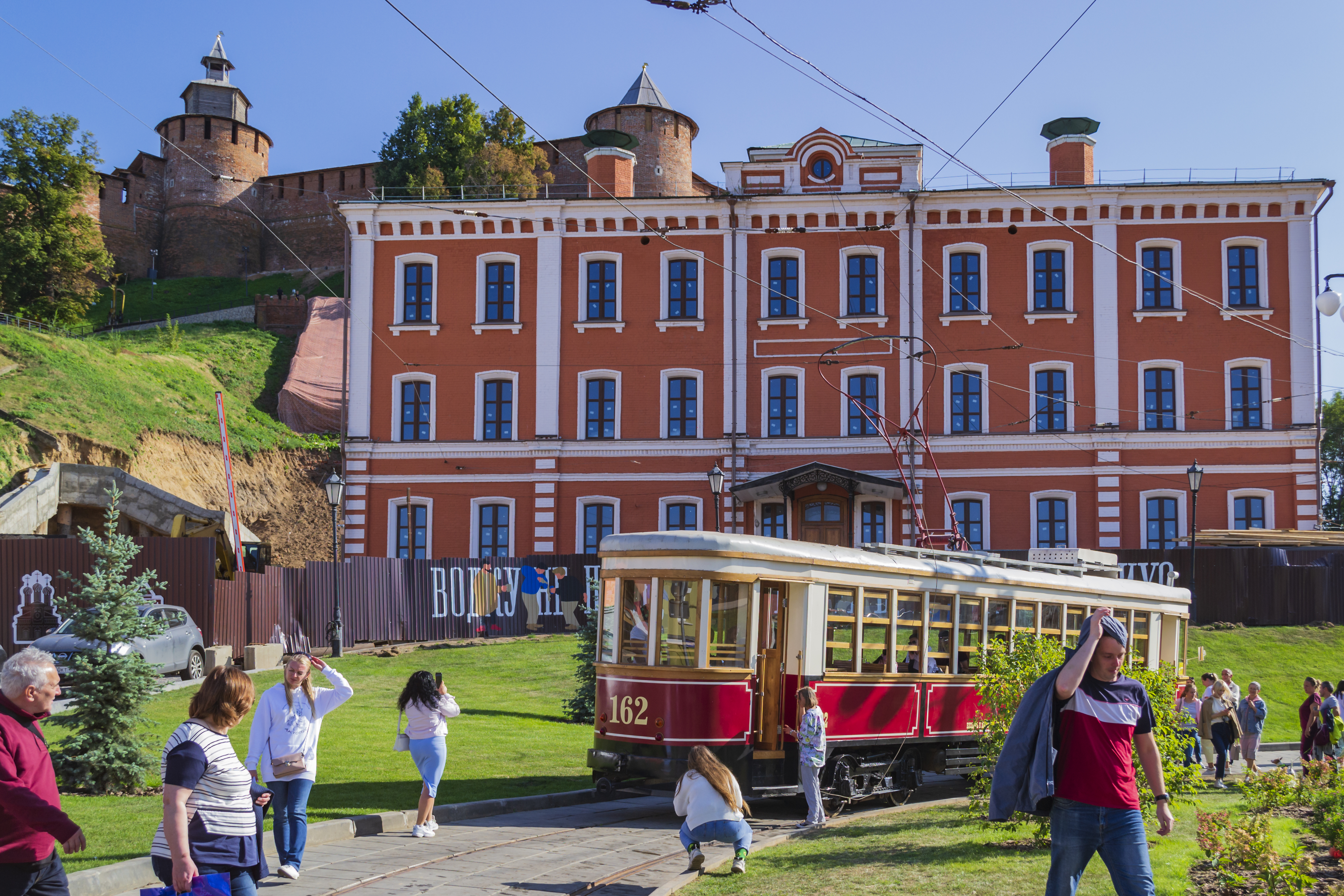
Трамвайний вагон КМ (№ 162) в Нижньому Новгороді
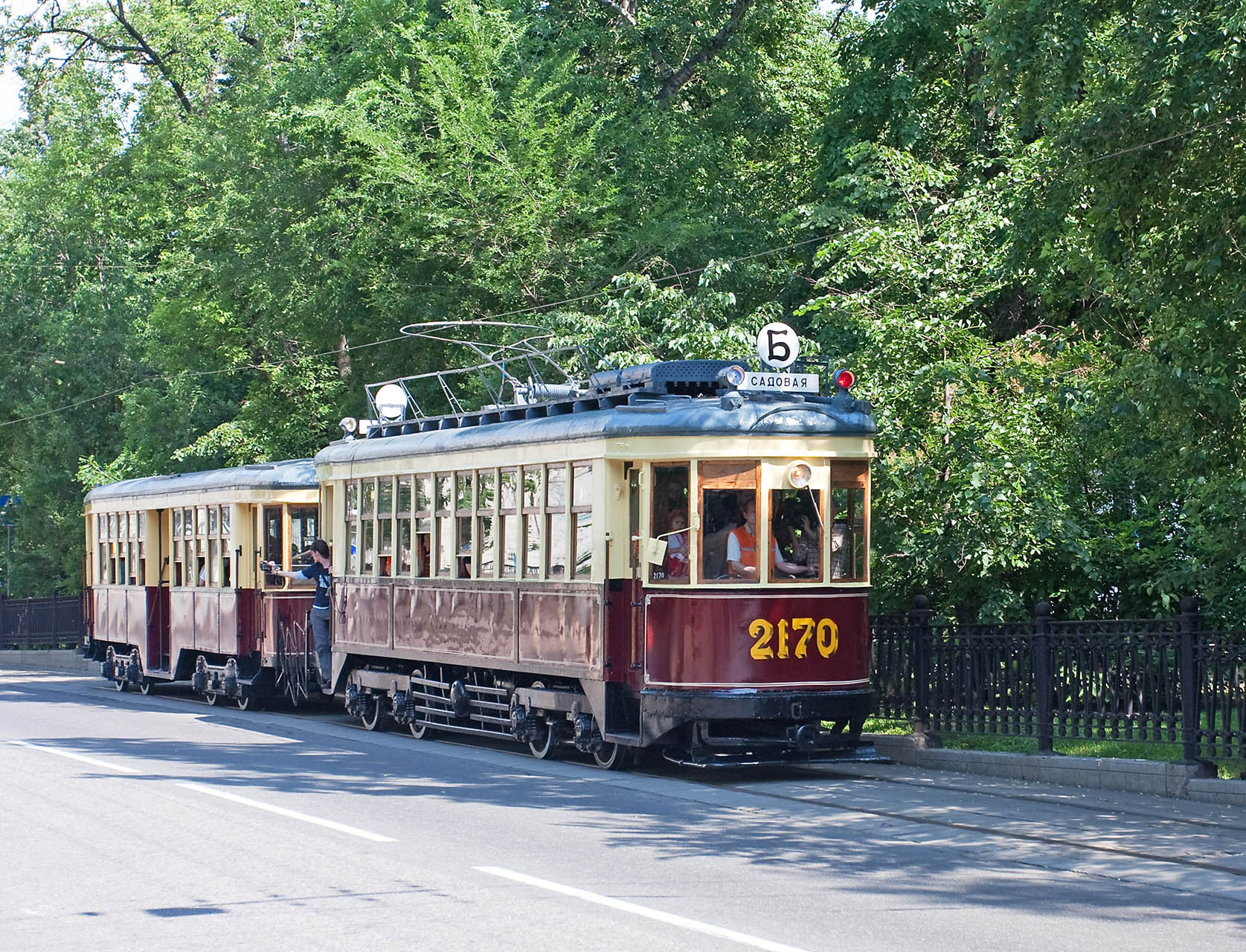
Трамвайні вагони КМ (№ 2170 і № 2556) в Москві
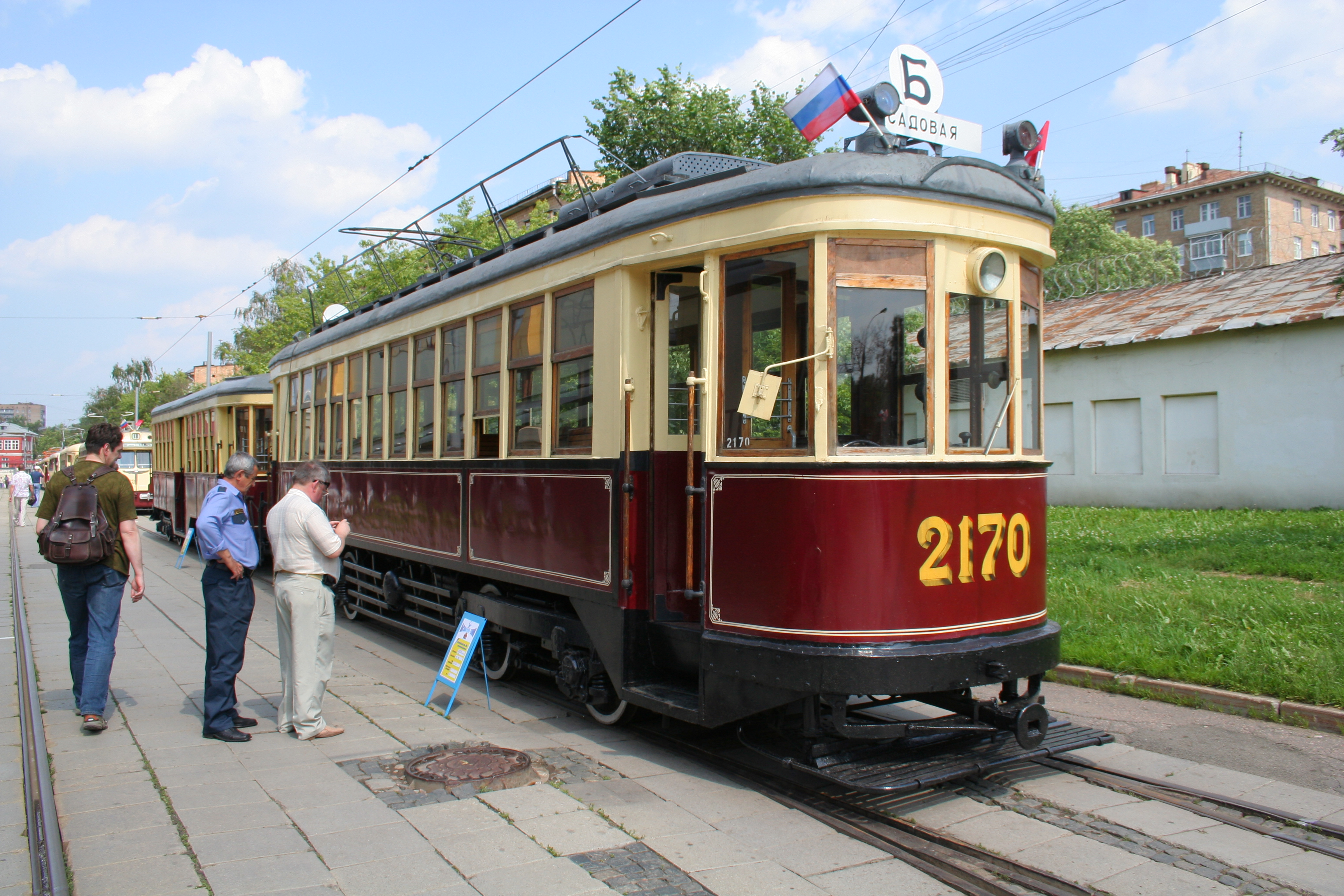
Трамвайні вагони КМ і КП (№ 2170 і № 2556) в Москві
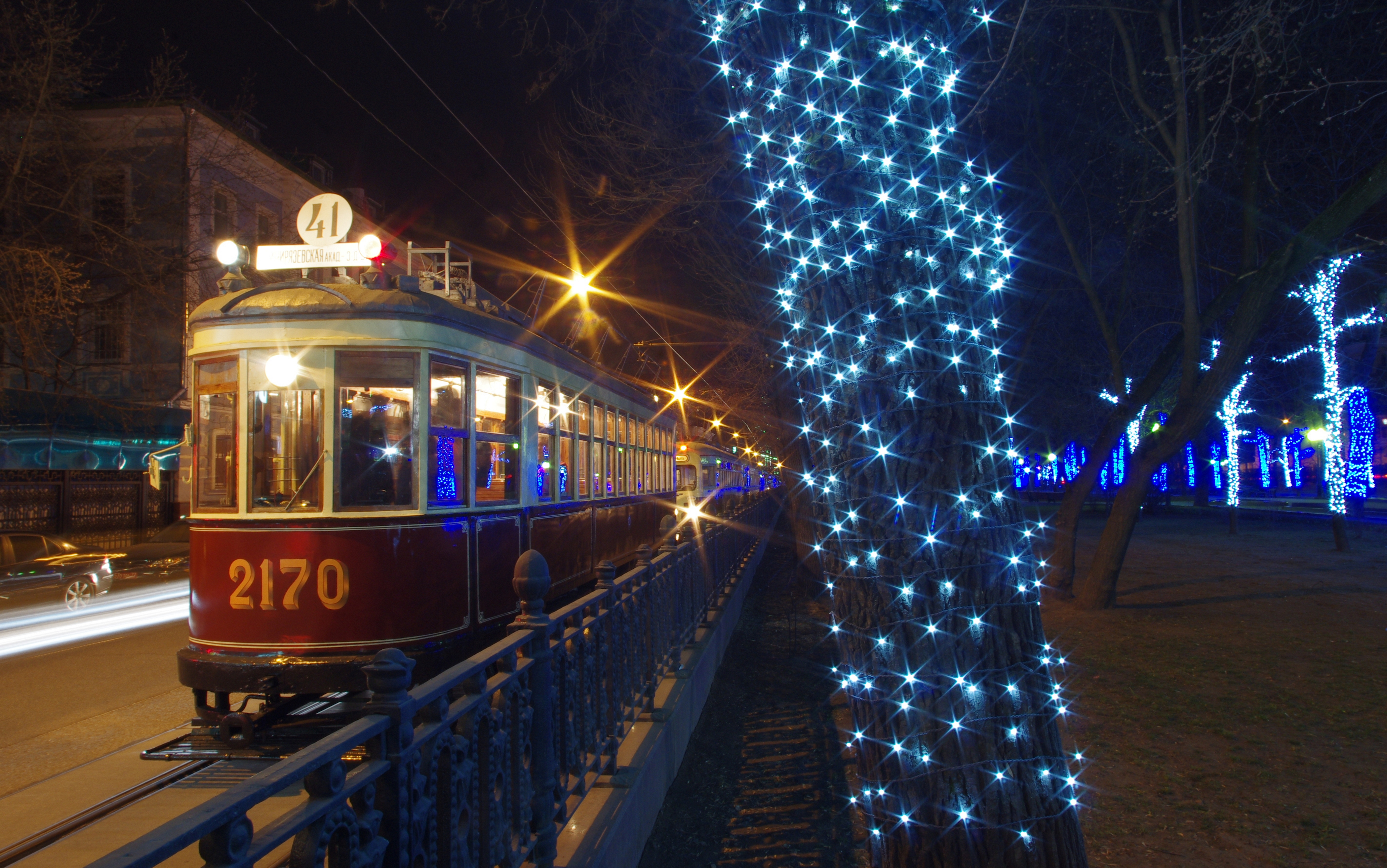
Трамвайні вагони КМ і КП (№ 2170 і № 2556) в Москві
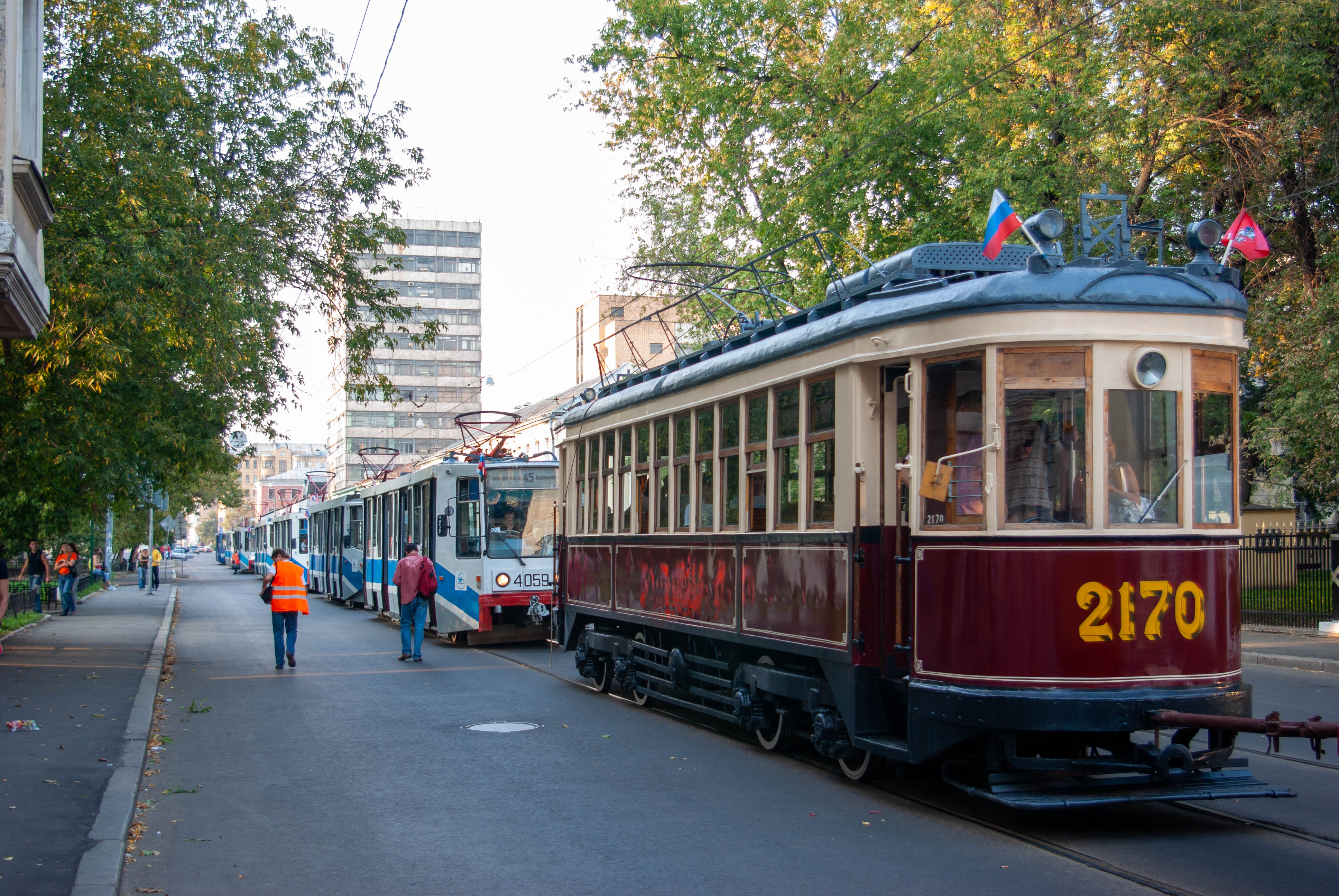
Трамвайний вагон КМ (№ 2170) в Москві
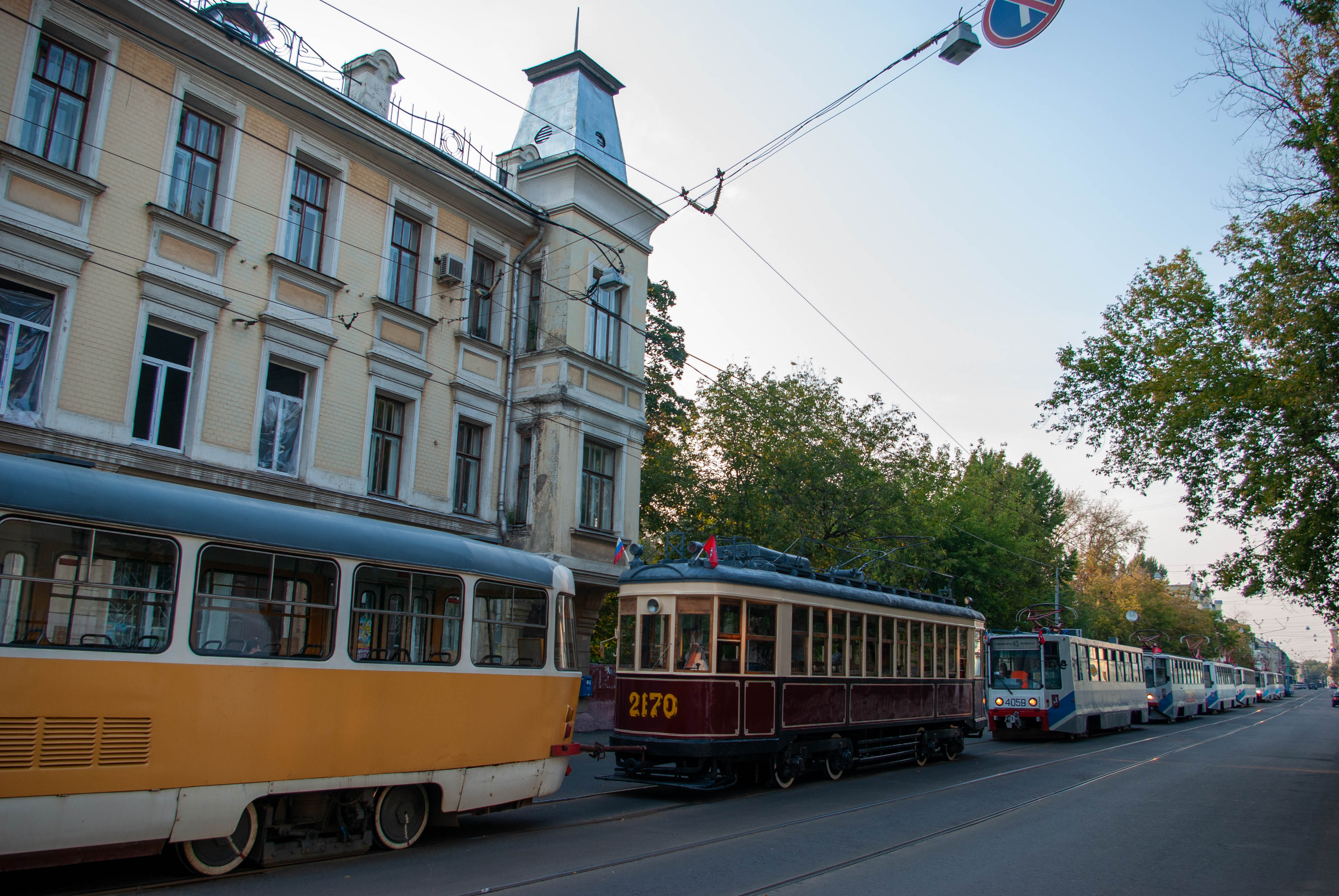
Трамвайний вагон КМ (№ 2170) в Москві
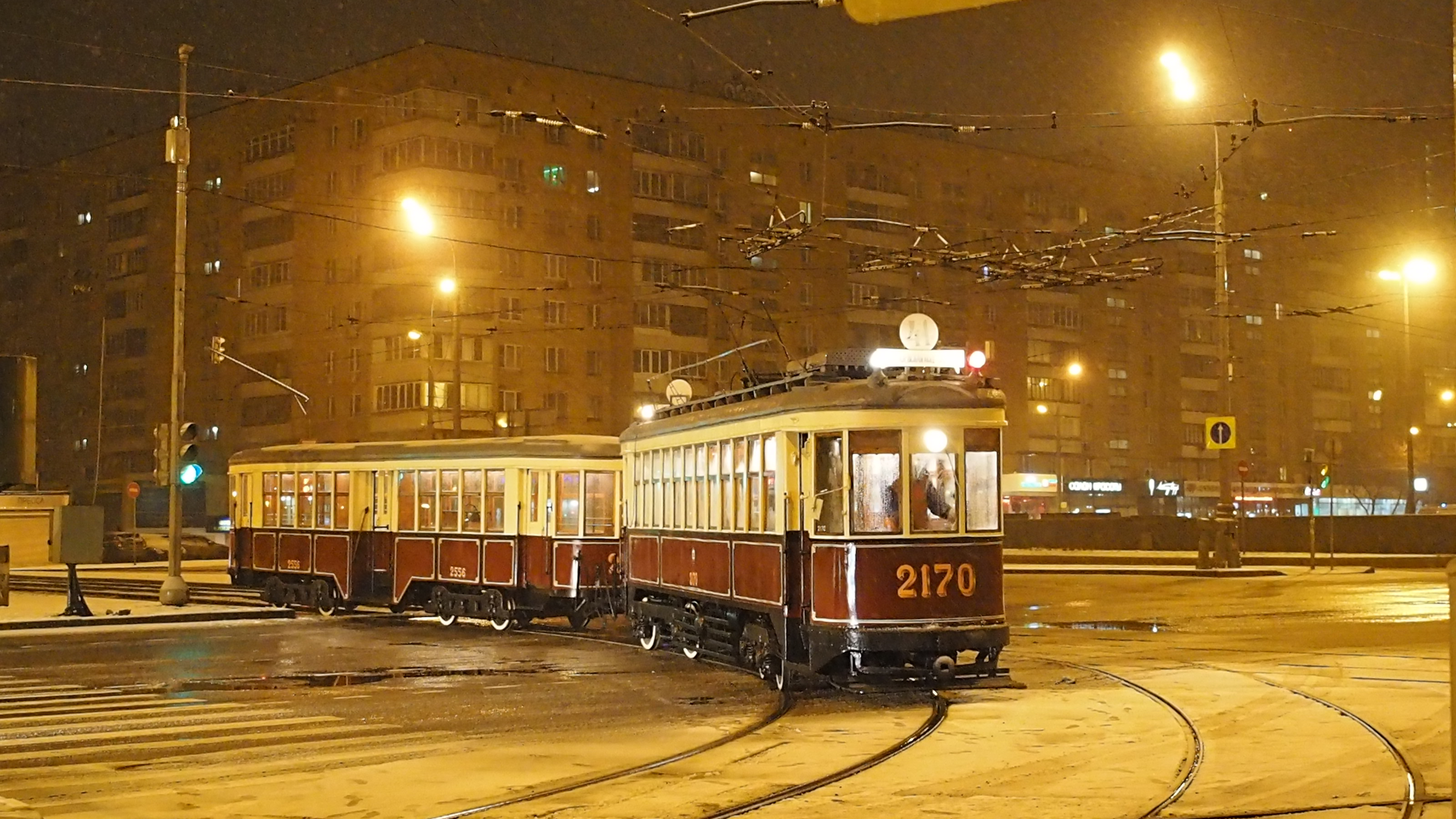
Трамвайні вагони КМ і КП (№ 2170 і № 2556) в Москві
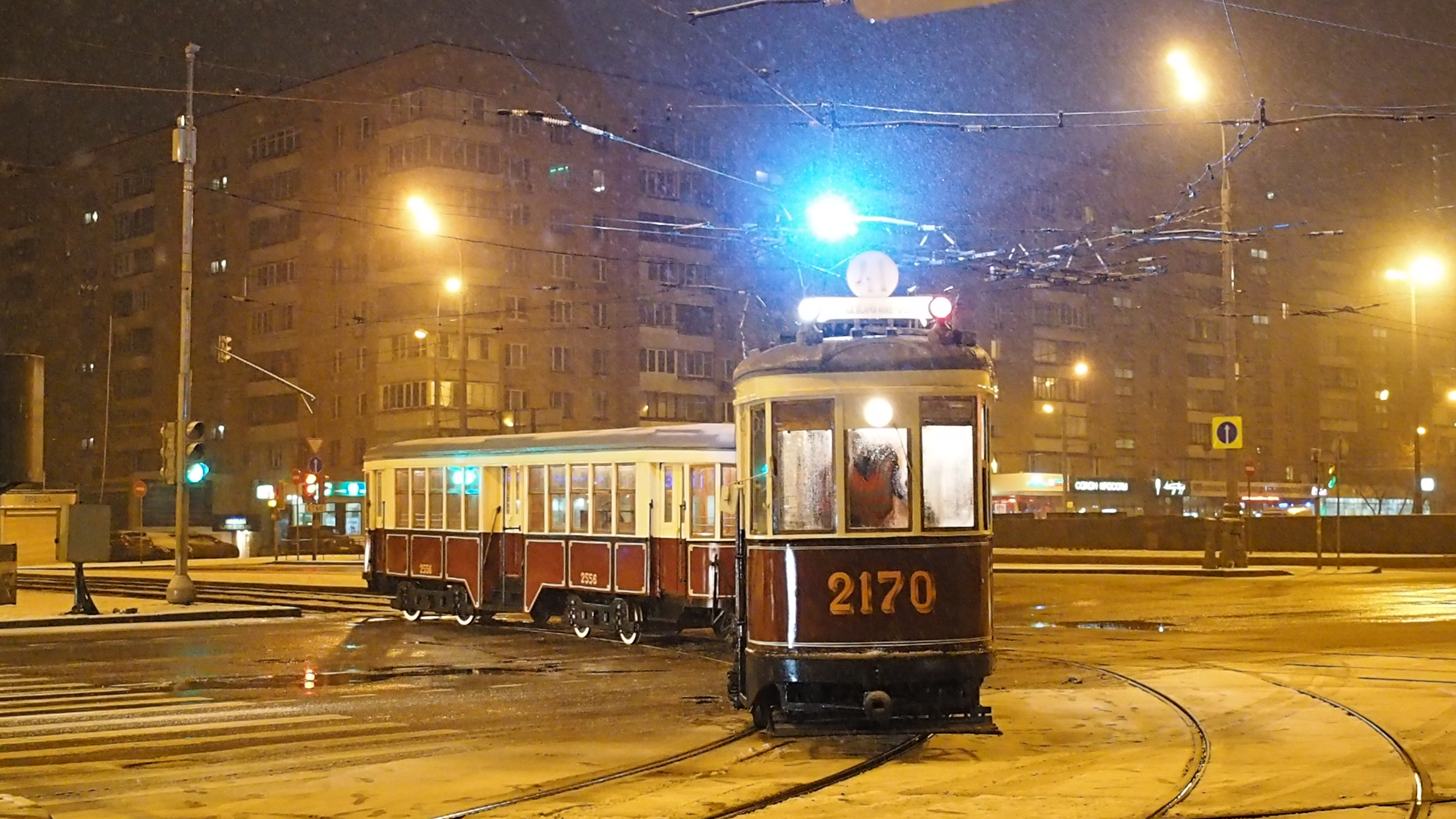
Трамвайні вагони КМ і КП (№ 2170 і № 2556) в Москві
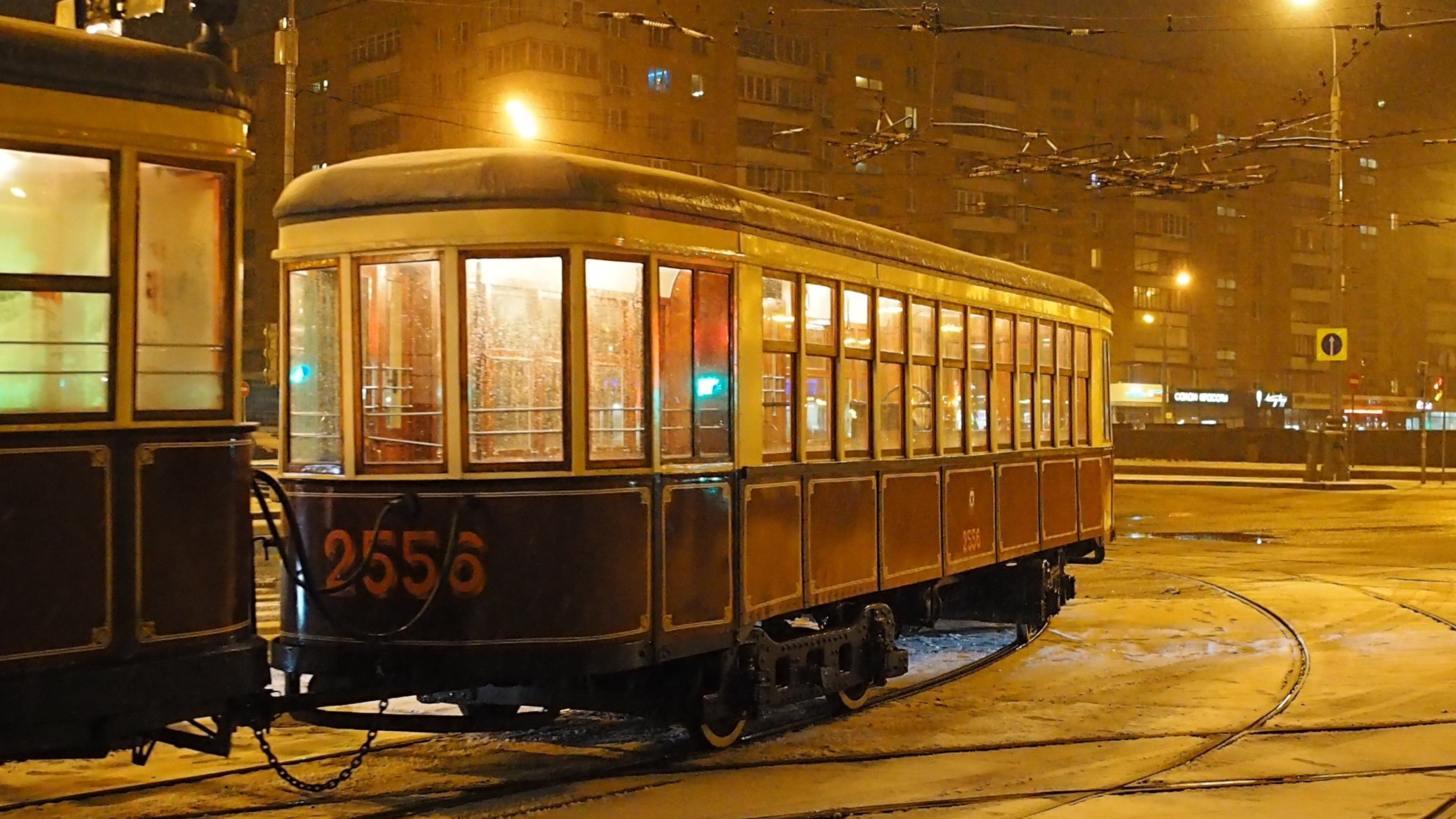
Трамвайний вагон КП (№ 2556) в Москві
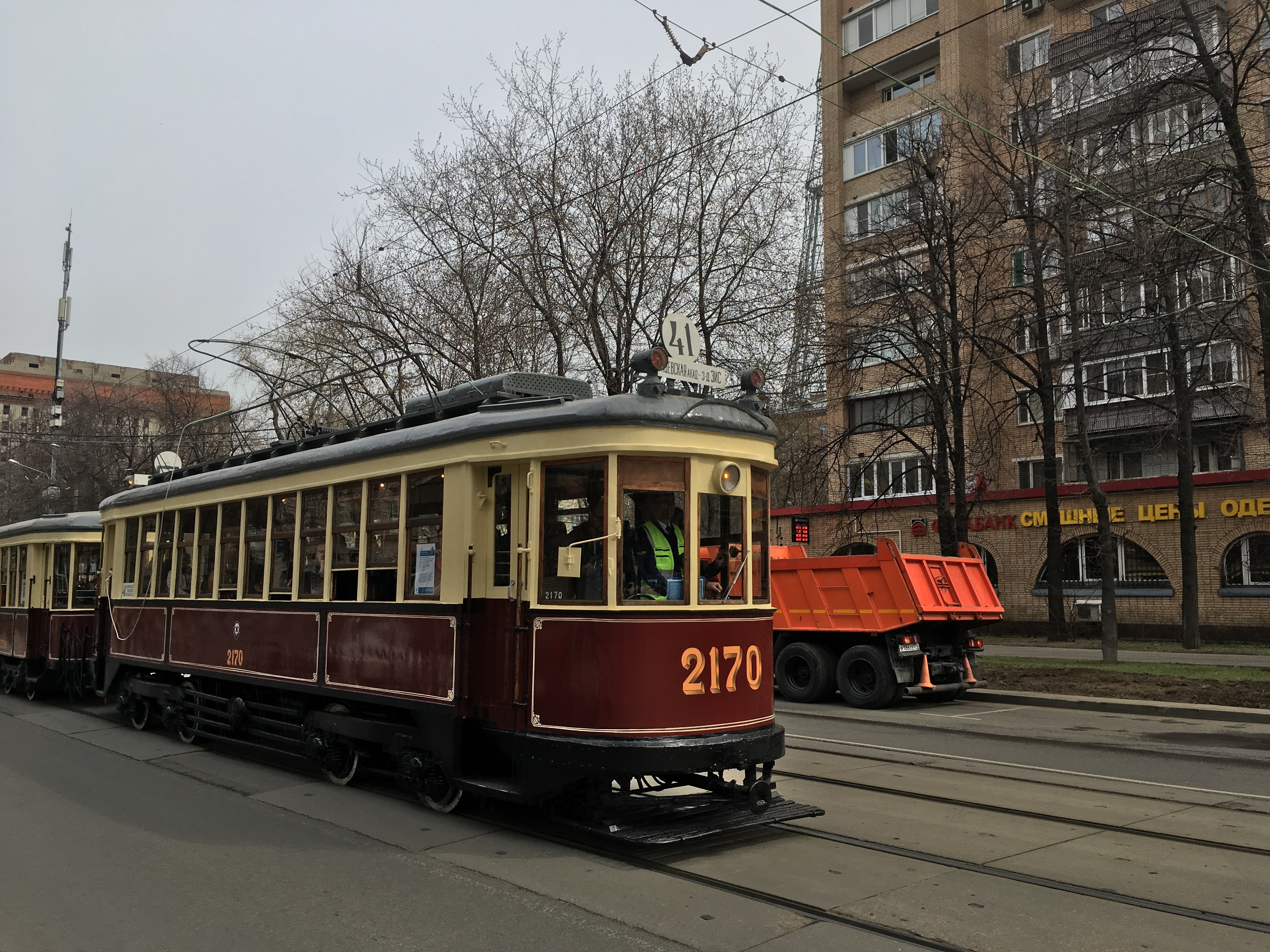
Трамвайні вагони КМ і КП (№ 2170 і № 2556) в Москві
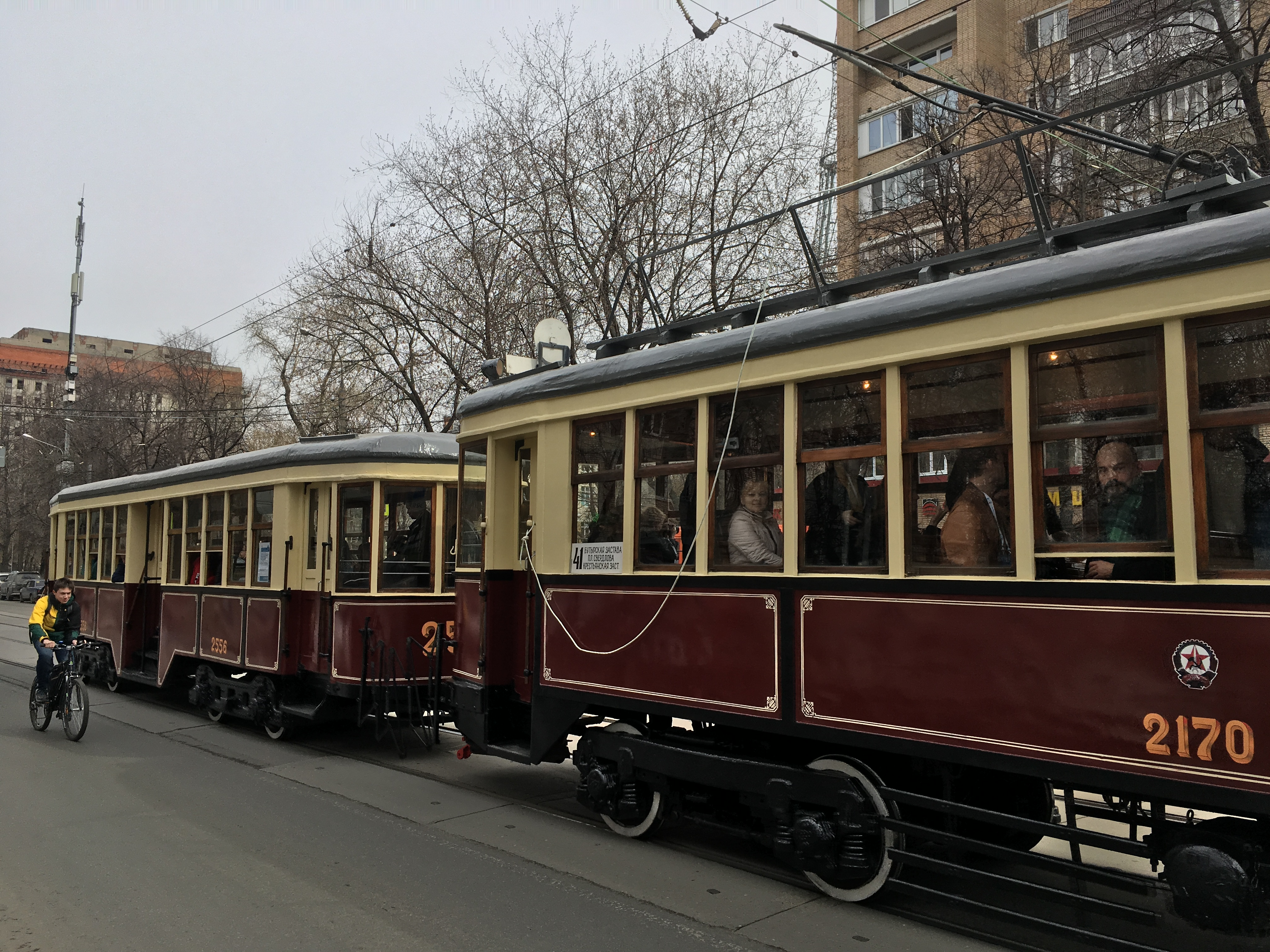
Трамвайні вагони КМ і КП (№ 2170 і № 2556) в Москві
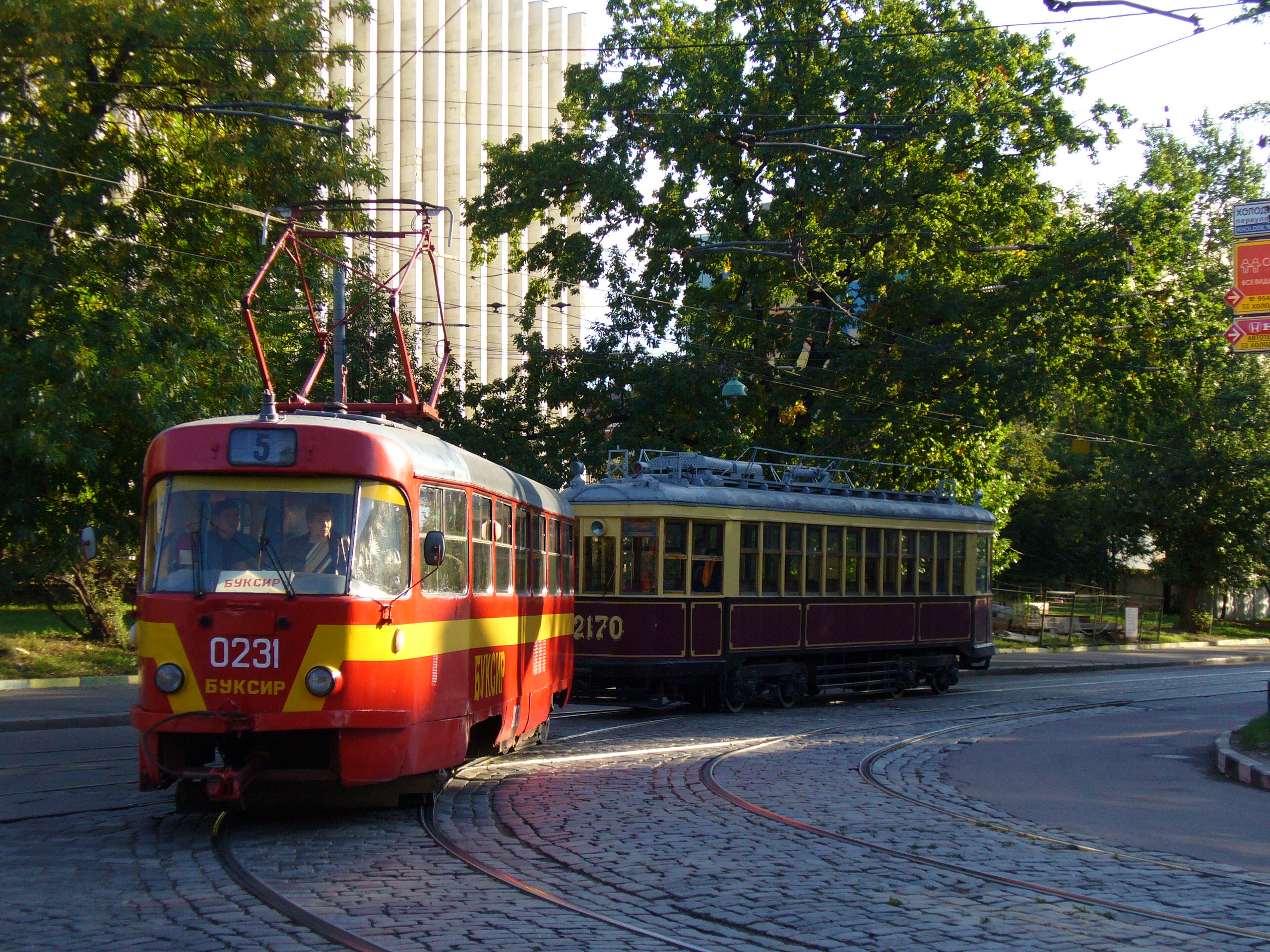
Трамвайний вагон КМ (№ 2170) в Москві (на задньому плані)
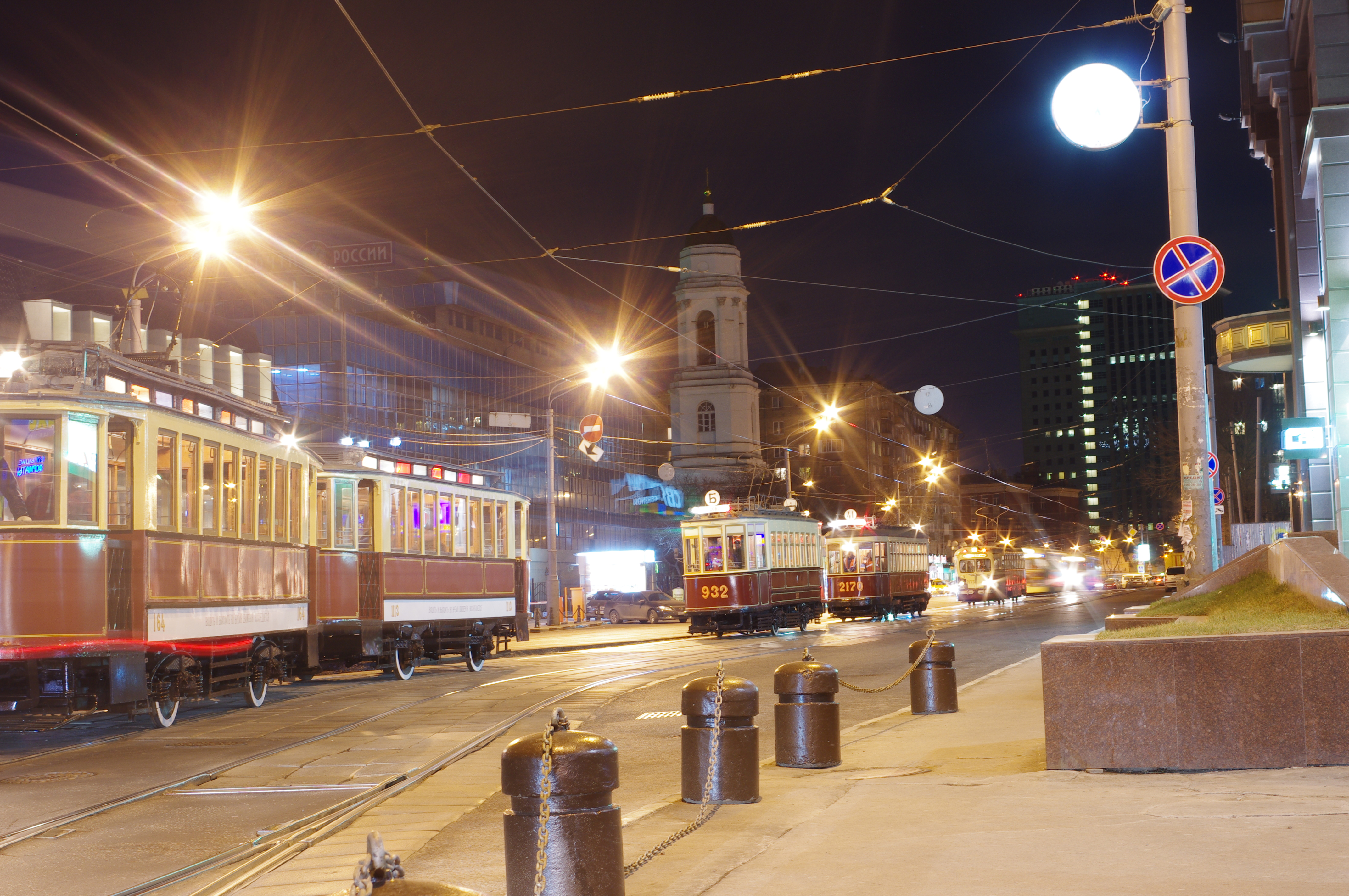
Трамвайні вагони КМ і КП (№ 2170 і № 2556) в Москві (на задньому плані)
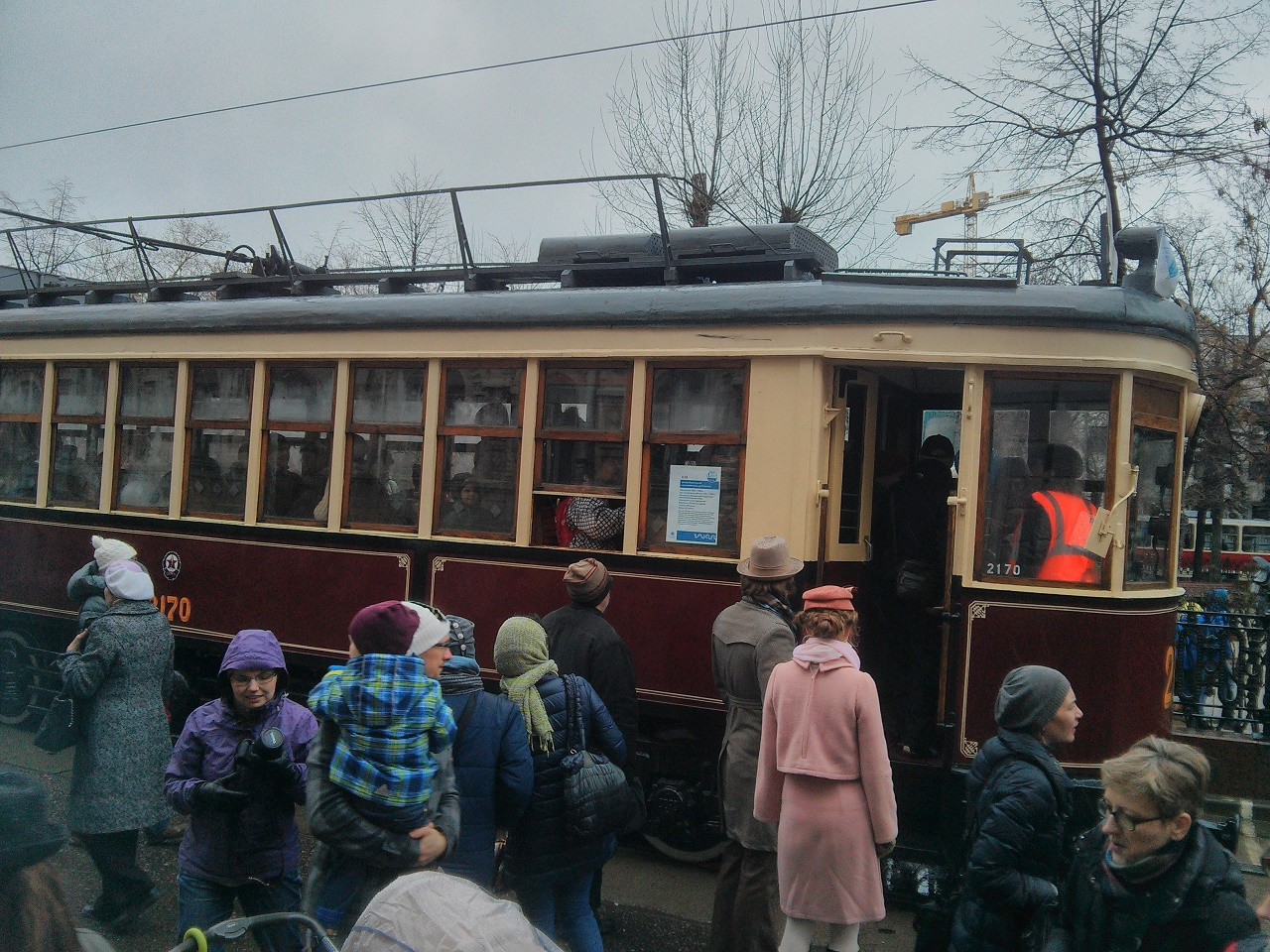
КМ на «Дні народження Московського трамвая» 16 квітня 2016 року
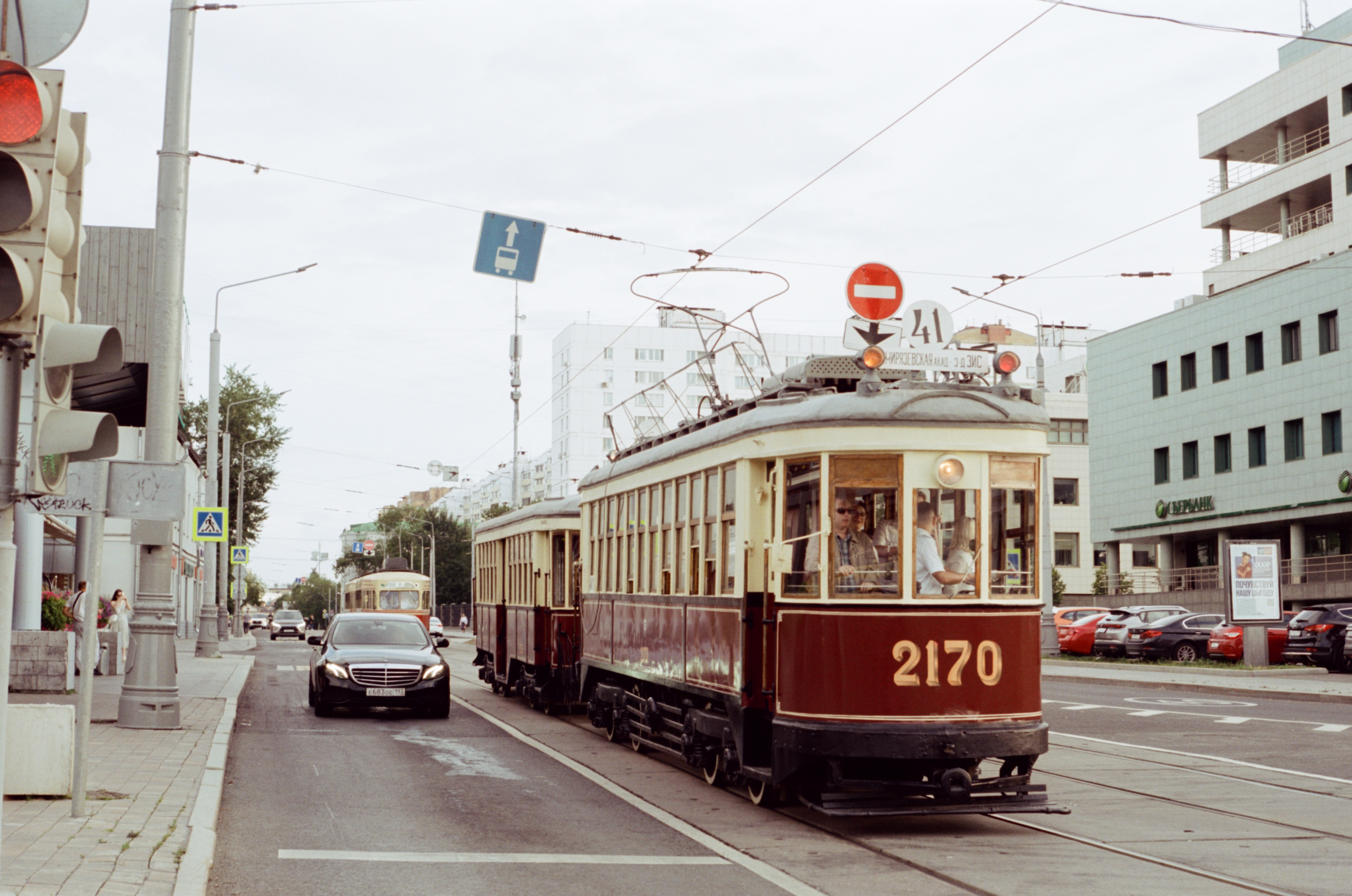
Трамвайні вагони КМ і КП (№ 2170 і № 2556) в Москві
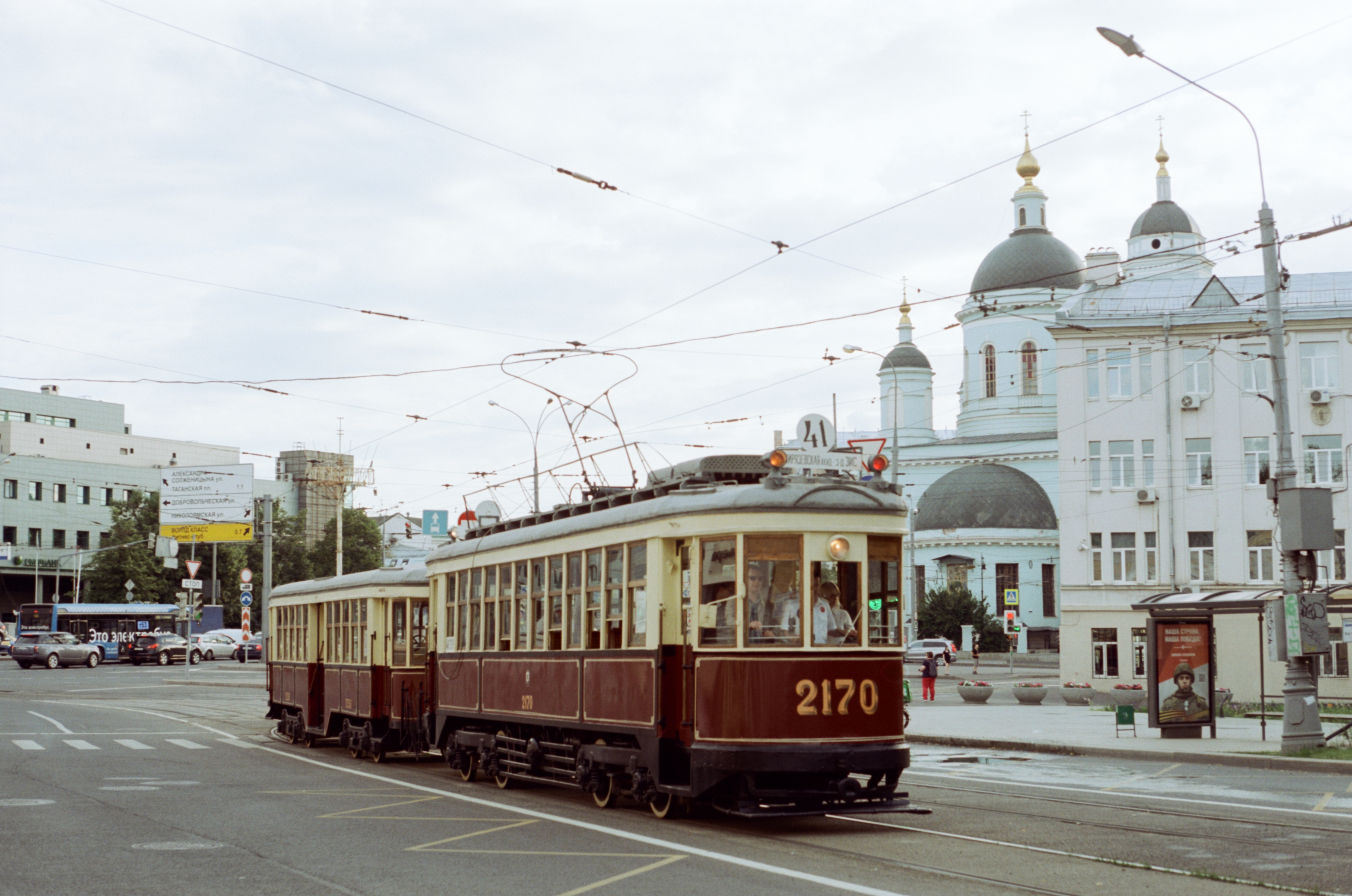
Трамвайні вагони КМ і КП (№ 2170 і № 2556) в Москві
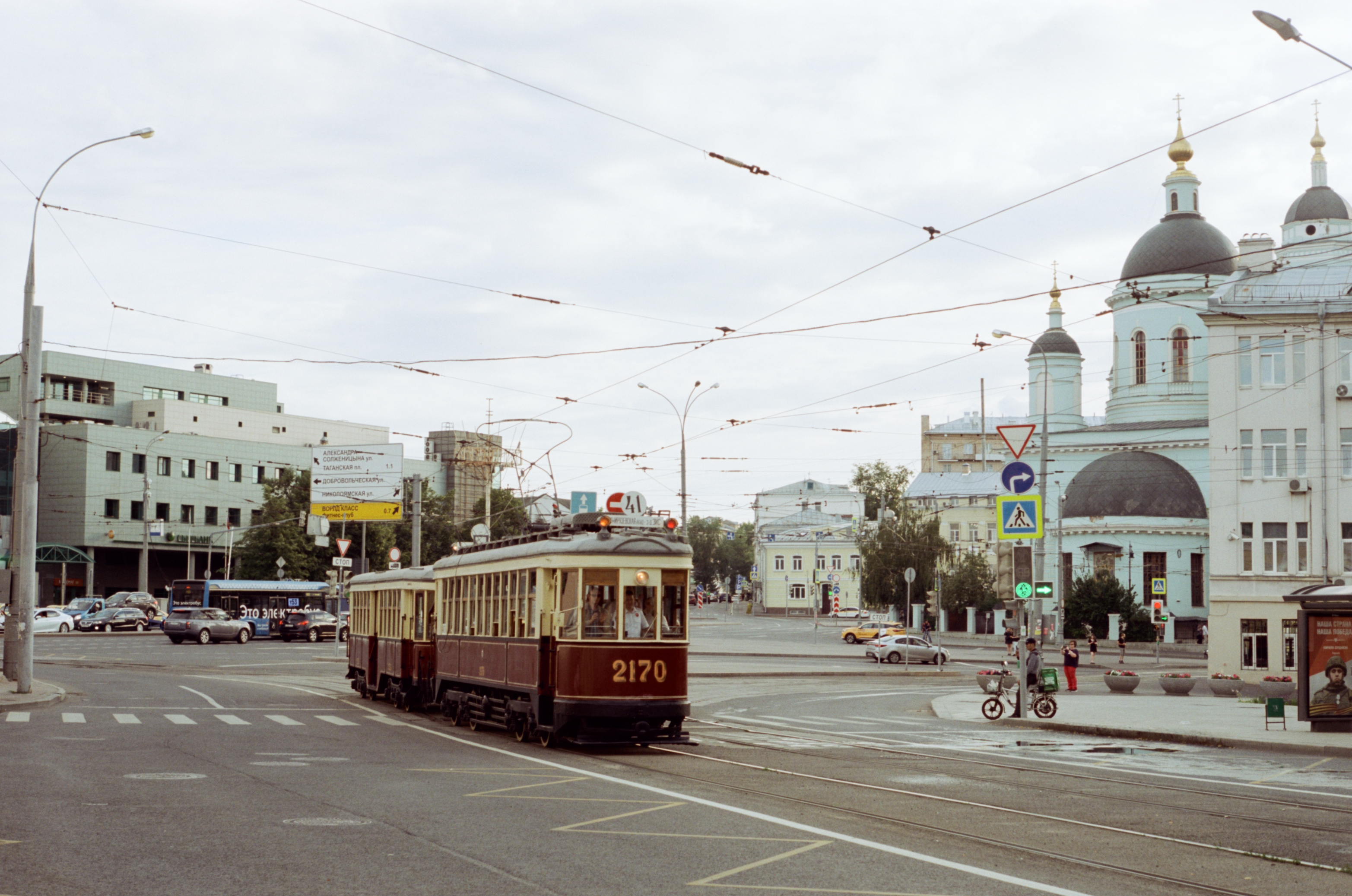
Трамвайні вагони КМ і КП (№ 2170 і № 2556) в Москві
Трамвайні вагони КМ і КП (№ 2170 і № 2556) в Москві
Трамвайні вагони КМ і КП (№ 2170 і № 2556) в Москві
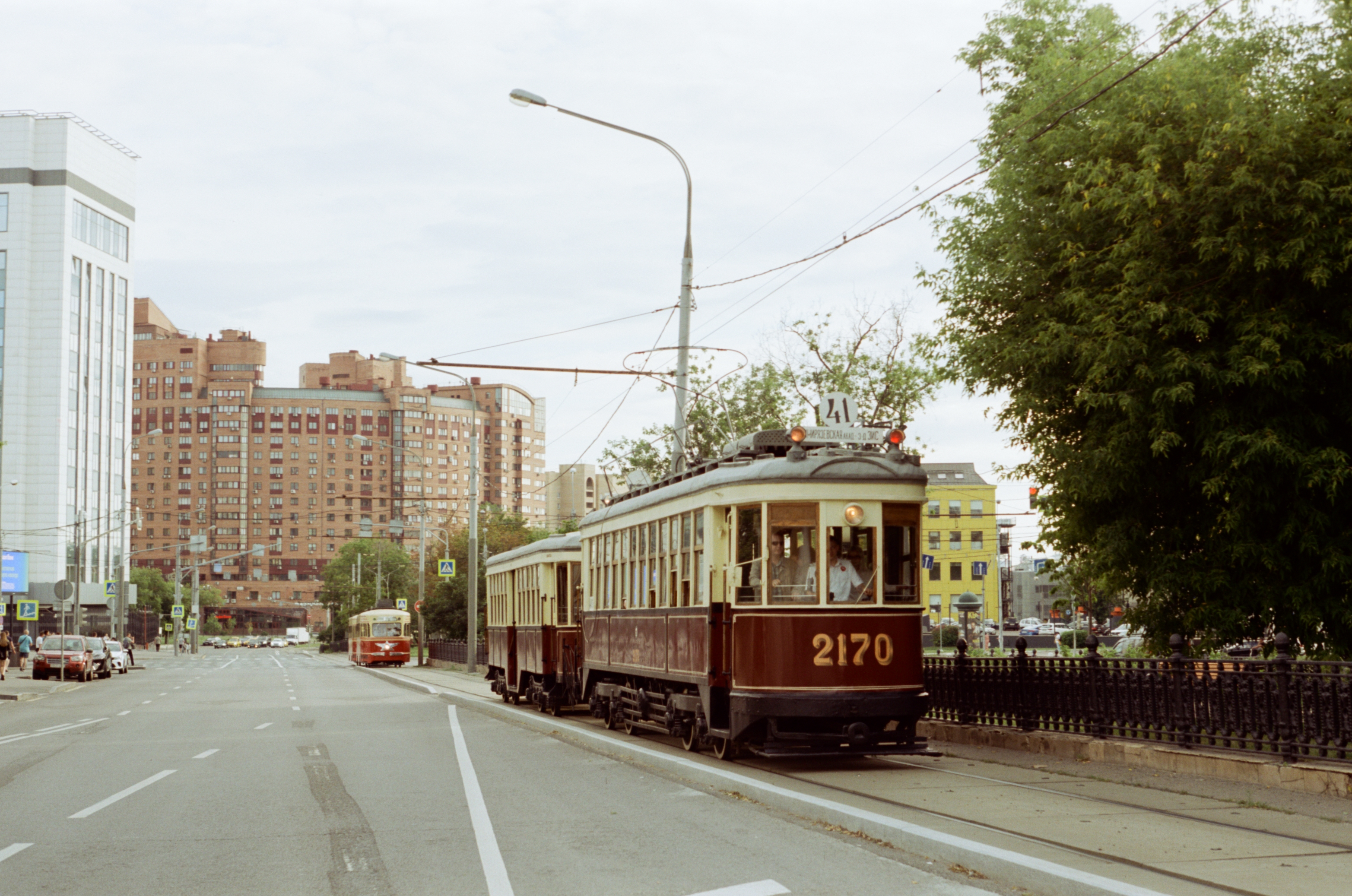
Трамвайні вагони КМ і КП (№ 2170 і № 2556) в Москві
Трамвайні вагони КМ і КП (№ 2170 і № 2556) в Москві
Трамвайні вагони КМ і КП (№ 2170 і № 2556) в Москві
Трамвайні вагони КМ і КП (№ 2170 і № 2556) в Москві
Трамвайні вагони КМ і КП (№ 2170 і № 2556) в Москві
Трамвайні вагони КМ і КП (№ 2170 і № 2556) в Москві
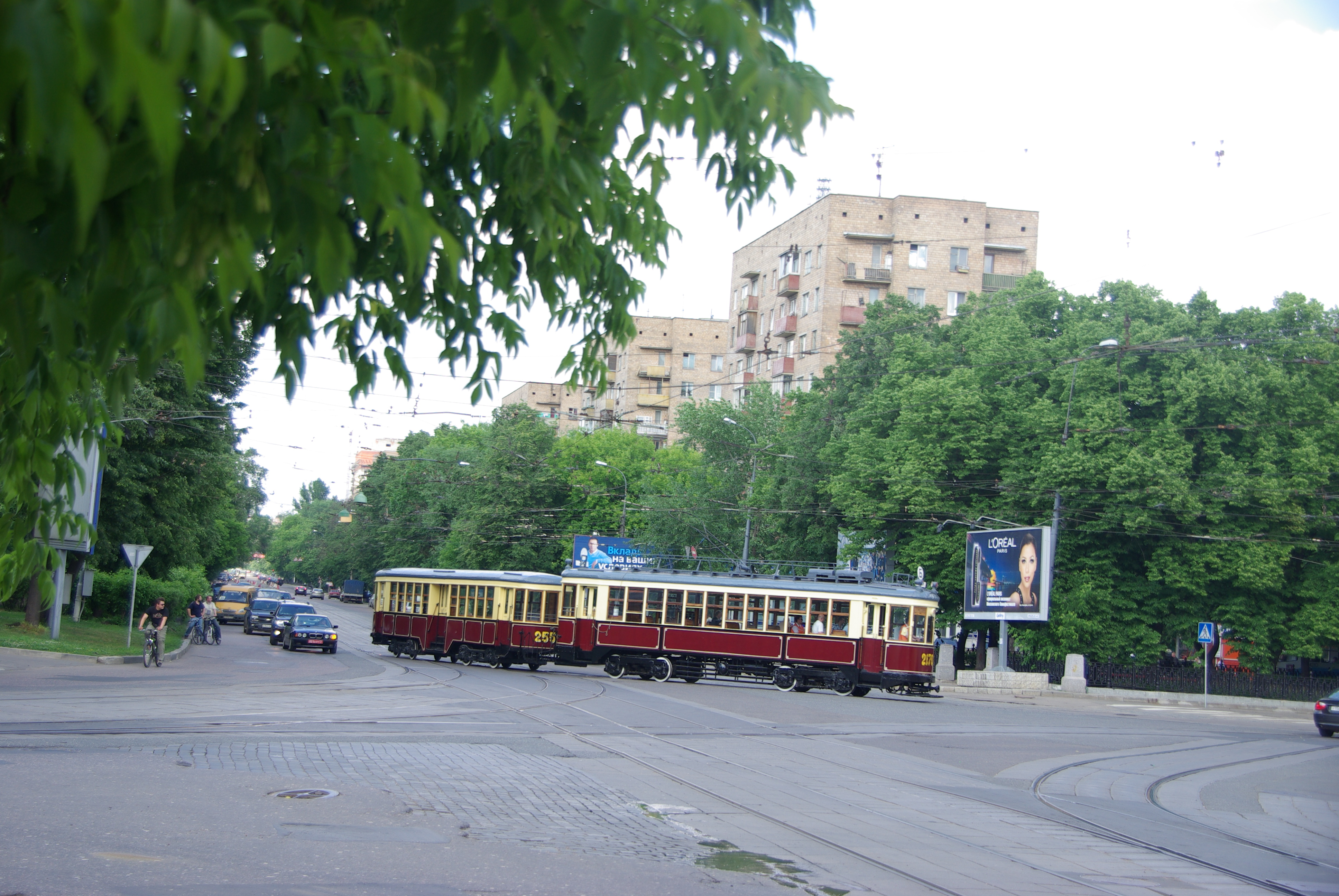
Трамвайні вагони КМ і КП (№ 2170 і № 2556) в Москві